# Pterocheilus napalkovi
Pterocheilus napalkovi är en stekelart som beskrevs av Kurzenko 1977. Pterocheilus napalkovi ingår i släktet palpgetingar, och familjen Eumenidae. Inga underarter finns listade i Catalogue of Life.